# 朱宠游
长阳恭裕王朱宠游（1496年—1569年11月19日），明朝长阳安靖王朱恩钠的嫡次子，废辽王朱贵烚的曾孙，明太祖子辽简王朱植的玄孙。

## 生平
弘治十四年（1501年）七月赐名。兄长朱宠淕早卒。嘉靖二十年（1541年），朱恩钠去世。二十二年（1543年）十二月，明世宗遣成安伯郭瓚等為正使、翰林院檢討陳以勤等為副使，持節冊封朱宠游為長陽王。
隆庆三年（1569年）十月，朱宠游去世。明穆宗辍朝一日，按例赐祭葬。他的庶次子朱致楹于嘉靖三十六年（1557年）受封长子，嘉靖四十三年（1564年）去世。万历三年（1575年）四月，朱致楹的庶长子朱宪焕袭封。

## 家庭

### 子
- 第一子朱致𣏌，早夭[7]
- 庶次子长阳长子朱致楹，追封长阳悼庄王